# Municipio de Grant (condado de Woodbury)
El municipio de Grant (en inglés: Grant Township) es un municipio ubicado en el condado de Woodbury en el estado estadounidense de Iowa. En el año 2010 tenía una población de 166 habitantes y una densidad poblacional de 1,79 personas por km².

## Geografía
El municipio de Grant se encuentra ubicado en las coordenadas 42°20′10″N 95°56′18″O / 42.33611, -95.93833. Según la Oficina del Censo de los Estados Unidos, el municipio tiene una superficie total de 92.76 km², de la cual 92,52 km² corresponden a tierra firme y (0,26 %) 0,24 km² es agua.

## Demografía
Según el censo de 2010, había 166 personas residiendo en el municipio de Grant. La densidad de población era de 1,79 hab./km². De los 166 habitantes, el municipio de Grant estaba compuesto por el 98,19 % blancos, el 0,6 % eran asiáticos y el 1,2 % eran de una mezcla de razas. Del total de la población el 1,2 % eran hispanos o latinos de cualquier raza.